# Nerodia paucimaculata
Nerodia paucimaculata är en ormart som beskrevs av Tinkle och Conant 1961. Nerodia paucimaculata ingår i släktet Nerodia och familjen snokar. Inga underarter finns listade i Catalogue of Life.
Arten förekommer i centrala Texas vid Coloradofloden (den som ligger i delstaten) samt vid flera bifloder. Individerna föredrar snabbt flytande vattendrag men de hittas även vid dammar, pölar och insjöar. Nerodia paucimaculata gömmer sig ofta under stenar eller bakom den låga växtligheten. Denna orm håller vinterdvala och uppsöker därför stenhögar eller övertar bon som skapats av kräftor. Honor lägger inga ägg utan föder levande ungar.
Dammbyggnader och andra förändringar av vattendragen påverkar beståndet negativt. Mindre vattenflöde i floderna minskar antalet fiskar och då även artens tillgång till föda. Även vattenföroreningar har negativ inverkan. Hela populationen är fortfarande stabil. IUCN listar Nerodia paucimaculata på grund av den begränsade utbredningen som nära hotad (NT).